# Jan Matysko
Jan Matysko vel Jan Wysocki pseud.: Oskard, Łukasz, Hanys (ur. 31 maja 1912 w Kupraczach (powiat lubomelski), zm. 18 listopada 1953 w Bydgoszczy) – żołnierz Wojska Polskiego, Polskich Sił Zbrojnych, oficer Armii Krajowej, porucznik łączności, cichociemny.

## Życiorys
We wrześniu 1939 roku służył w kompanii reflektorów przeciwlotniczych. 15 września przekroczył granicę polsko-węgierską. Był internowany na Węgrzech. W grudniu dotarł do Francji, gdzie został skierowany do Centrum Wyszkolenia Łączności. Po przedostaniu się w czerwcu 1940 roku do Wielkiej Brytanii w dalszym ciągu służył w Centrum Wyszkolenia Łączności i w Szkole Podchorążych Łączności. Następnie został przydzielony do 1 szwadronu łączności 1 Dywizji Pancernej. Później był instruktorem w Ośrodku Wyszkolenia Sekcji Dyspozycyjnej Naczelnego Wodza.
Po przeszkoleniu został zaprzysiężony 6 lipca 1944 roku w Oddziale VI Sztabu Naczelnego Wodza i przeniesiony do Głównej Bazy Przerzutowej w Brindisi we Włoszech. Zrzutu dokonano w nocy z 26 na 27 grudnia 1944 roku w ramach operacji „Staszek 2” dowodzonej przez mjra naw. Eugeniusza Arciuszkiewicza. Była to ostatnia misja cichociemnych do Polski. Składała się głównie z oficerów łączności. Ich zadaniem było przygotowanie działalności podziemnej w warunkach po zajęciu Polski przez Armię Czerwoną.
Zrzut przyjęła placówka odbiorcza „Wilga”, położona 26 km na północny wschód od Nowego Targu – z 1 pułku strzelców podhalańskich AK. Matysko pozostał w dyspozycji Komendy Okręgu Kraków AK. W czasie oczekiwania na ostateczny przydział służył w 1 batalionie 1 pułku strzelców podhalańskich AK.
Od lutego 1945 roku był zastępcą szefa łączności Obszaru Zachodniego Delegatury Sił Zbrojnych na Kraj i Zrzeszenia Wolność i Niezawisłość. Został aresztowany przez UB w grudniu 1945 roku. Przebywał w więzieniach w Bydgoszczy i Warszawie, m.in. przy ul. Rakowieckiej. Został skazany na 6 lat. Po amnestii w 1947 roku zmniejszono mu karę do 3 lat. W grudniu 1948 roku został zwolniony. Pracował jako inspektor nadzoru w Dziale Inwestycji Własnych Pomorskich Zakładów Budowy Maszyn w Bydgoszczy.
Po śmierci został pochowany na cmentarzu św. Wincentego à Paulo w Bydgoszczy.
Postanowieniem Sądu Warszawskiego Okręgu Wojskowego z 1992 roku uznano wyrok skazujący Matyskę za nieważny.

## Awanse
- kapral – 11 listopada 1933 roku
- sierżant – 19 marca 1939 roku
- podporucznik – ze starszeństwem z dniem 1 marca 1944 roku
- porucznik –

## Odznaczenia
- Krzyż Walecznych – czterokrotnie.

## Życie rodzinne
Był synem Jana i Anny z domu Kutas. W 1952 roku ożenił się z Anielą Kuropatnińską (ur. w 1922 roku). Mieli córkę Annę (ur. w 1953 roku).